# Bistum Maintirano
Das Bistum Maintirano (lateinisch Dioecesis Maintiranensis) ist eine in Madagaskar gelegene römisch-katholische Diözese mit Sitz in Maintirano.

## Geschichte
Das Bistum Maintirano wurde am 8. Februar 2017 durch Papst Franziskus aus Gebietsabtretungen der Bistümer Tsiroanomandidy, Mahajanga sowie Morondava errichtet und dem Erzbistum Antananarivo als Suffraganbistum unterstellt.
Das Bistum Maintirano umfasst die Region Melaky.

## Bischöfe
- Gustavo Bombin Espino OSsT, 2017–2023, dann Erzbischof von Toliara
- Clément Herizo Rakotoasimbola MS, seit 2024